# 태미 린 시치
태미 린 시치(Tammy Lynn Sytch, 1972년 12월 7일 ~ )는 미국의 프로레슬링 매니저, 해설가, 전직 여자 프로레슬링 선수이다. 키는 162cm 몸무게는 54kg이다. 링 네임은 서니(Sunny)이다.